# Авдєєво (Окуловський район)
Авдєєво (рос. Авдеево) — присілок у Окуловському районі Новгородської області Російської Федерації.
Населення становить 47  осіб. Належить до муніципального утворення Турбинне сільське поселення.

## Історія
До 1927 року населений пункт перебував у складі Новгородської губернії. У 1927-1944 роках перебував у складі Ленінградської області.
Згідно із законом N 355-ОЗ від 2 грудня 2004 року належить до муніципального утворення Турбинне сільське поселення.

## Населення
| 2009 | 2010 | 2011 |
| ---- | ---- | ---- |
| 50   | ↘41  | ↗47  |